# SN 1997F
SN 1997F – supernowa typu Ia odkryta 5 stycznia 1997 roku w galaktyce A045514-0551. Jej maksymalna jasność wynosiła 22,90m.